# Lauren Boebert
Lauren Opal Boebert (født d. 15. december 1986) er en amerikansk restauratør og politiker, som har været medlem af Repræsentanternes Hus for Colorados 3. kongresdistrikt siden januar 2021.

## Baggrund
Boebert blev født i Altamonte Springs, Florida i 1986. Hendes familie flyttede til Colorado da hun var 12 år gammel.
Boebert og hendes mand, Jayson Boebert, åbnede restauranten Shooters grill i byen Rifle, Colorado i 2013. Restaurantens tema er bygget omkring skydevåben, og at alle de ansætte bærer våben. Under coronaviruspandemien nægtede Boebert at følge statens regler vedrørende om at holde lukket. Dette resulteret i at restauranten midlertidigt fik frataget sin licens til at servere mad.

## Politiske karriere

### Valg til Repræsentanternes Hus i 2020
Boebert annoncerede i december 2019 at hun ville være kandidat til Repræsentanternes Hus for Colorados 3. kongresdistrikt. Hun udfordrede her den siddende medlem af huset, republikaneren Scott Tipton. Ved den republikanske nominering overraskede Boebert ved at vinde over Tipton, hvilke var set som en overraskelse især fordi at Tipton havde modtaget offentligt støtte fra Præsident Donald Trump.
Boebert vandt derefter valget med 51,4% af stemmerne imod demokraten Diane Mitsch Bush.

### Smidt ud af Buell Theatre Denver for dårlig opførsel
Boebert blev d. 10. september 2023 smidt ud fra forestillingen Beetlejuice i Buell Theatre Denver, for dårlig opførsel. Hun så forestillingen med demokraten Quinn Gallagher. Under forestillingen gramsede de to på hinanden, hun blev set vape i salen trods forbud, hun tog billeder med blitz under forestillingen og sang højlydt med på sangene, til gene for de andre publikummer.
Da parret blev bedt om at forlade teatret, gav hun under udsmidningen fingeren til dørmændene, og spurgte om de vidste hvem hun var, og truede dem med at gå til borgmesteren.
Boebert nedtonede til at begynde med sin aggressive opførsel, og påstod at hun ikke vapede, men at røgen kom fra en røgmaskine. Hun har siden indrømmet og undskyldt sine handlinger med at hun var under skilsmisse og var stresset.